# Hendrik Offerhaus
Hendrik Karel (Hendrik) Offerhaus (Veenhuizen, 20 mei 1875 — Wassenaar, 2 september 1953) was een Nederlandse roeier. Hij vertegenwoordigde Nederland eenmaal op de Olympische Spelen en won hierbij een medaille.
Hij nam in 1900 deel maakte deel aan de Olympische Spelen van 1900 in Parijs op het onderdeel acht met stuurman. In de boot Minerva Amsterdam finishte het Nederlandse team in de halve finale met een tijd van 4.59,2 en plaatste zich hiermee voor de finale. In de finale kwamen ze als derde over de finish in 6.23,0 achter de Verenigde Staten (goud; 6.07,8) en België (zilver; 6.13,8). Zij kregen voor deze prestatie geen medaille (die werden bij de Spelen pas vier jaar later ingevoerd), maar een bronzen beeld met het bijschrift dat zij een roeiwedstrijd hadden gewonnen tijdens de Wereldtentoonstelling.
Offerhaus studeerde medicijnen en was aangesloten bij de Leidse roeivereniging KSRV Njord. Hij werd later huisarts en secretaris-generaal van het Nederlandse Rode Kruis.

## Palmares

### Roeien (acht met stuurman)
- 1900:  OS - 6.23,0

François Brandt · 
Johannes van Dijk · 
Roelof Klein · 
Ruurd Leegstra · 
Walter Meijer Timmerman Thijssen · 
Walter Middelberg · 
Hendrik Offerhaus · 
Henricus Tromp · 
Herman Brockmann (stuurman)
- International Standard Name Identifier: 0000 0003 9511 4758
- Nederlandse Thesaurus van Auteursnamen: 14858747X
- Virtual International Authority File: 289810600
- WorldCat: E39PBJfRH7G6QRqhQvBhHrQrMP

1. ↑  "Het vaderland", Het vaderland, 4 september 1953. Geraadpleegd op 18 juni 2024.